# Bernd Gersdorff
Bernd Gersdorff (ur. 18 listopada 1946 w Berlinie) – niemiecki piłkarz występujący na pozycji pomocnika.

## Kariera klubowa
Gersdorff zawodową karierę rozpoczynał w 1965 roku w klubie Tennis Borussia Berlin, grającym w Stadtlidze Berlin. W 1969 roku przeszedł do pierwszoligowego Eintrachtu Brunszwik. W Bundeslidze zadebiutował 16 sierpnia 1969 w przegranym 2:3 meczu z 1. FC Köln. 23 sierpnia 1969 w zremisowanym 1:1 spotkaniu z Hannoverem 96 zdobył pierwszą bramkę w trakcie gry w Bundeslidze. W sezonie 1972/1973 spadł z klubem do 2. Bundesligi. Wówczas odszedł z Eintrachtu.
Latem 1973 roku Gersdorff podpisał kontrakt z pierwszoligowym Bayernem Monachium. Pierwszy ligowy mecz zaliczył tam 11 sierpnia 1973 przeciwko Fortunie Düsseldorf (3:1). W 1973 roku znalazł się wśród zawodników zamieszanych w korupcyjny skandal. Z tego powodu został zwolniony przez Bayern. Wówczas powrócił do Eintrachtu Brunszwik, grającego w Regionallidze. W sezonie 1973/1974 awansował z nim do Bundesligi.
W grudniu 1976 roku Gersdorff trafił do Herthy Berlin, również występującej w Bundeslidze. Zadebiutował tam 11 grudnia 1976 w zremisowanym 1:1 ligowym pojedynku z 1. FC Saarbrücken. W 1977 roku wystąpił z klubem w finale Pucharu Niemiec, jednak Hertha przegrała tam w dwumeczu z 1. FC Köln. W 1979 ponownie zagrał z Herthą w finale Pucharu Niemiec, jednak tym razem uległa tam po rzutach karnych Fortunie Düsseldorf. W 1980 roku Gersdorff zakończył karierę.

## Kariera reprezentacyjna
Gersdorff rozegrał jedno spotkanie w reprezentacji Niemiec. Był to towarzyski mecz przeciwko Austrii (2:0) rozegrany 3 września 1975.